# Colesevelam
Colesevelam es un fármaco empleado en el tratamiento de las hiperlipidemias consistente en un polímero que no es absorbido y que presenta gran afinidad por los ácidos biliares; a diferencia de las resinas clásicas, no modifica la absorción de vitaminas o de anticoagulantes orales y presenta mejor tolerancia que las resinas, aunque produce estreñimiento y dispepsia.
- Datos: Q899036